# Лланберис
Лла́нберис (валл. Llanberis) — деревня в округе Гуинет, что на севере Уэльса. Расположена на территории национального парка Сноудония, в 11 км (7 милях) к востоку от столицы графства города Карнарвон, на юго-западном берегу озера Падарн (Llyn Padarn) и у подножия горы Сноудон, к вершине которой ведёт Сноудонская горная железная дорога длиною в 7,53 км (4 мили 1188 ярдов).

## Происхождение названия
Название деревни восходит к имени Св. Периса, жившего отшельником в двух милях от нынешнего поселения — там, где сейчас располагается небольшая деревня Нант Перис (Nant Peris). Означает «Церковь Периса» (Llan Peris): Llanberis ← Llan Beris ← Llan Peris.

## История

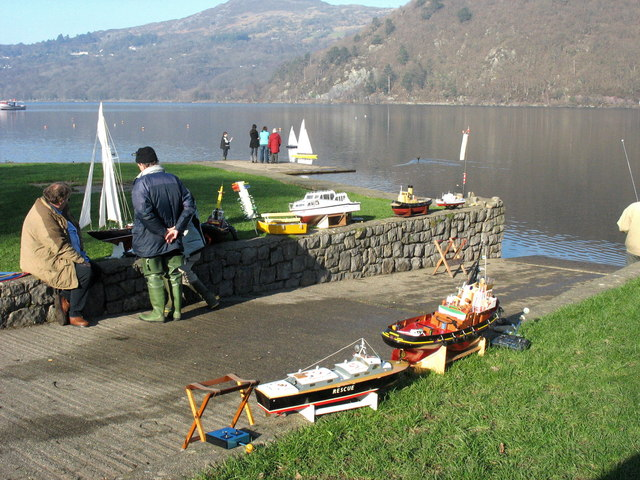
У озера Падарн.

В начале XIII столетия — предположительно, около 1230 г. — чуть на юго-восток от нынешнего Лланбериса Лливелин ап Иорверт основал замок Долбадарн. Примерно в это же время ещё юго-восточнее, в двух милях от Лланбериса, на перевале Нант-Перис, поселился «римский кардинал» и отшельник Св. Перис. До начала XIX в. замок и деревня на месте поселения отшельника соседствовали, причём замок неоднократно модернизировался, а деревня, теперь именуемая Нант-Перис, носила название Лланберис и в ней находилась церковь Св. Периса (Llan Peris).

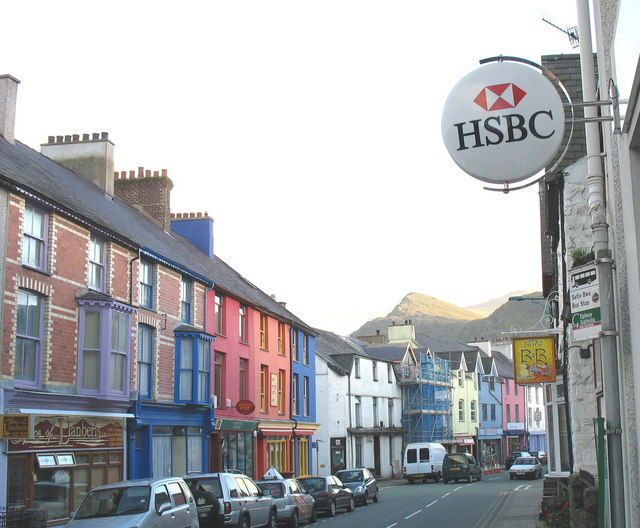
Хай Стрит

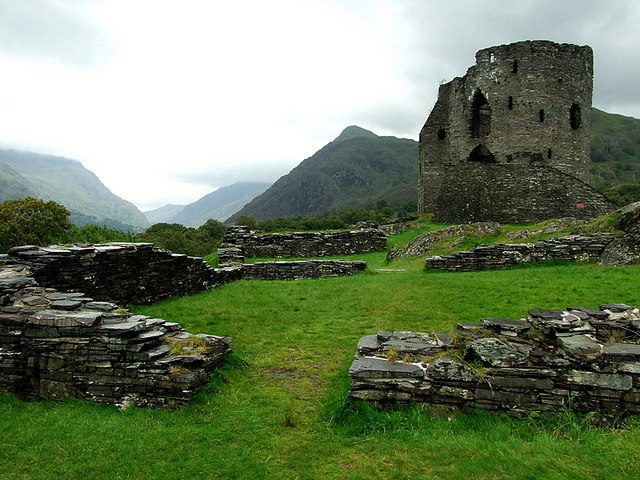
Замок.

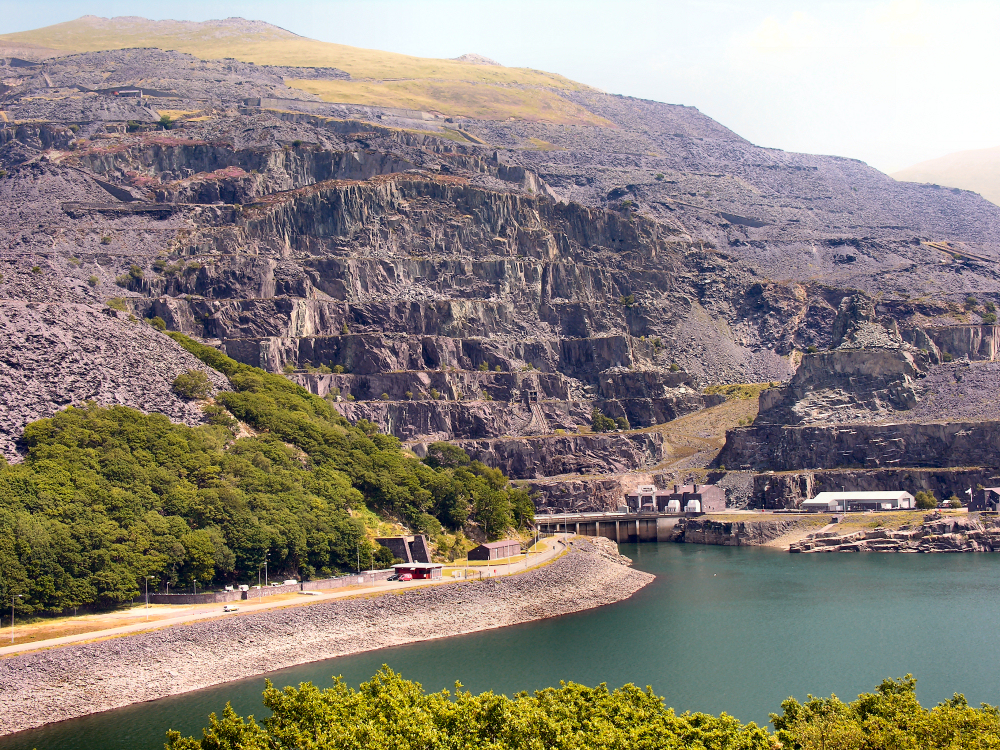
Каменоломня. У воды — электростанция.

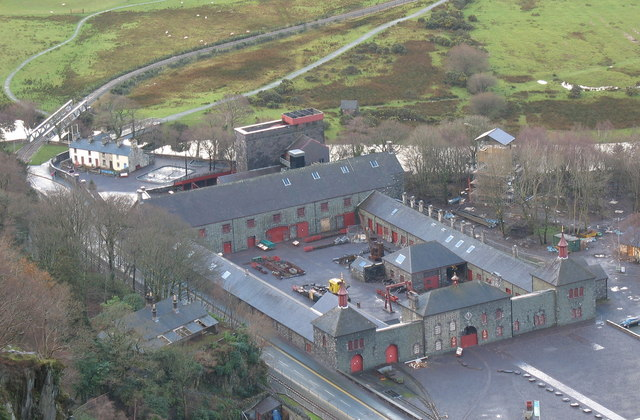
Сланцевый музей.

В 1788 г. между современными Нант-Перисом и Диноруигом открылась Диноруигская сланцевая каменоломня, в 1809 г. купленная группой инвесторов во главе с Томасом Эсшетон-Смитом, и на месте современного Лланбериса начали селиться рабочие. Постепенно поселение разрослось и к нему перешло название, ранее принадлежавшее нынешнему Нант-Перису — Лланберис. Нант-Перис, в свою очередь, стал именоваться Старым Лланберисом, а затем получил современное название, совпадающее с названием всей долины, где обе деревни обретаются.
В 1842 г. к северу от Лланбериса была построена Падарнская железная дорога, сменившая прежнюю Диноруигскую в вывозе сланцев из каменоломни. В 1971 г., использовав часть её прежних насыпей, соорудили современную Приозёрную железную дорогу. В 1862 г. до Лланбериса дотянули Карнарвонширскую железную дорогу, поэтапно закрытую в 1962—1964 гг., а в 1896 г. от деревни к вершине Сноудона проложили Сноудонскую горную железную дорогу.
В 1969 г. Диноруигская каменоломня перестала функционировать, а в 1984 г. на её месте, используя оставшиеся тоннели, возвели гидроаккумулирующую электростанцию, после чего гора Элидир (Elidir) стала называться Электрической горой (Electric Mountain). В 1972 г. в Лланберисе открылся Национальный сланцевый музей (National Slate Museum), где можно увидеть оборудование каменломен, демонстрируемое в прежних карьерных мастерских, выстроенных в Викторианскую эпоху.
С 2004 г. в деревне проводится ежегодный Горный кинофестиваль Лланбериса (Llanberis Mountain Film Festival (LLAMFF)).

## Достопримечательности
- Руины замка Долбадарн;
- Сноудонская горная железная дорога;
- Приозёрная железная дорога Лланбериса;
- Диноруигская гидроаккумулирующая электростанция;
- Национальный сланцевый музей.

## Города-побратимы
- Морбеньо, Италия[14]